# Fritillaria caucasica
Fritillaria caucasica är en liljeväxtart som beskrevs av Adam. Fritillaria caucasica ingår i Klockliljesläktet och i familjen liljeväxter. Inga underarter finns listade.